# DEFLATE
DEFLATE는 ZIP, gzip 등의 프로그램에서 사용되는 무손실 압축 데이터 포맷이자 알고리즘이다. 필 캐츠가 PKZIP에 쓰기 위하여 고안하였으며, 후에 이 알고리즘은 RFC 1951로 등록되었다.
DEFLATE 알고리즘은 특허가 걸린 기술을 사용하지 않는 것으로 알려져 있으며, 때문에 필 캐츠가 설계했던 ZIP를 비롯해 많은 파일 포맷과 프로그램에서 광범위하게 사용되고 있다. 대조적으로 GIF 이미지 파일 포맷에서 사용된 LZW 알고리즘의 특허는 2003년에야 만료되었고, 이는 DEFLATE 알고리즘을 사용하는 PNG 이미지 파일 포맷의 개발을 촉진시켰다.

## 기술
DEFLATE는 기본적으로 LZ77 알고리즘을 통해 데이터를 압축한 뒤, 중복되는 내용에 대한 포인터(일치하는 내용의 위치와 길이)를 허프만 부호화를 사용하여 한 번 더 압축한다.
DEFLATE 알고리즘은 일반적으로 그 압축률에 비해 압축/해제 속도가 빠르나, 나중에 나온 압축 알고리즘에 비해서는 압축률이 다소 떨어지는 경향이 있다.

## 구현
zlib 범용 압축 라이브러리는 DEFLATE 알고리즘의 대표적인 구현이다. 7-Zip에서는 DEFLATE와 같은 포맷을 사용하면서 압축률을 더 높이는 알고리즘을 사용하고 있으며, 켄 실버맨(Ken Silverman)의 KZIP과 PNGOUT에서도 더 효율적인 알고리즘을 구현하고 있다.

## 같이 보기
- 압축 소프트웨어의 비교